# Caecidotea
Caecidotea é um género de crustáceo da família Asellidae.
Este género contém as seguintes espécies:
- Caecidotea barri
- Caecidotea macropoda
- Caecidotea nickajackensis